# 48411 Johnventre
48411 Johnventre este un asteroid din centura principală de asteroizi.

## Descriere
48411 Johnventre este un asteroid din centura principală de asteroizi. A fost descoperit pe 5 septembrie 1985 la Observatorul La Silla de Henri Debehogne. Asteroidul prezintă o orbită caracterizată de o semiaxă mare de 2,57 ua, o excentricitate de 0,32 și o înclinație de 5,4° în raport cu ecliptica.